# Потенцијална реч
Потенцијална реч је реч која би могла да буде направљена праћењем граматичких или морфолошких правила језика, али која није ушла у вокабулар.
Постоје разни разлози да потенцијална реч не уђе у вокабулар:
- Блокирање синонимом - потенцијална реч се не користи због њеног синонима.
  - Блокирање токеном - друга реч са истим значењем већ постоји; на пример, у енглеском језику, реч stealer ("крадљивац") је потенцијална реч јер већ постоји реч thief ("лопов").
  - Блокирање типом - друга реч са истим значењем може се направити на други начин. На пример, у енглеском језику, реч unconformity је потенцијална реч због речи nonconformity.
- Блокирање хомонимом - потенцијална реч се не користи због њеног хомонима. На промер, у енглеском језику, реч liver ("неко ко живи") остаје потенцијална реч јер већ постоји реч liver ("јетра").